# Бхурагаон
Бхурагаон (англ. Bhuragaon, ассам. ভূৰাগাঁও) — город в западной части штата Ассам, Индия, в округе Маригаон, на южном берегу Брахмапутры.

## Этимология
Название Бхурагаон происходит от ассамского слова Бхур, что означает плоскую плавучую конструкцию, сделанную из плавучих материалов, таких как дерево, банановое дерево, бамбук или тростник. А слово Гаон означает деревня. В прошлом коренные жители использовали этот бхур как средство передвижения. Позже это место стало известно как Бхурагаон.
Название, вероятно, связано с расположением города на плодородной земле недалеко от реки Брахмапутра, которая на протяжении веков была важным источником средств к существованию для жителей Бхурагона.

## География
Бхурагаон — город в Лахаригат-Техсиле в округе Моригаон штата Ассам, Индия. Он расположен в 21 км к северу от штаб-квартиры округа Моригаон

Бхурагаон находится на границе районов Моригаон и Сонитпур. Район Сонитпур Декиаджули находится к северу оттуда. Он также находится на границе другого района, Нагаона.
Бхурагаон — очень красивая деревня, расположенная на берегу реки Брахмапутра и окруженная пышными зелеными лесами и холмами. Город занимает площадь около 10 квадратных километров и имеет среднюю высоту 57 метров над уровнем моря. Деревни имеют очень богатую историю религиозной гармонии и образовательного процветания.

## История
Согласно данным, упомянутым в династии королевства Майанга, принц по имени Рамджая Сингх приехал в Пабхакати возле современного Бхурагаона и создал еще одно королевство Качари во время правления 23-го царя этого королевства (1779-88 гг. Н.э.).
Некоторые люди из штата Пабхакати пошли и поселились в районе DHING-raidingia. Новое королевство было известно как Королевство Гарахии.

## Администрация
Администрация Бхурагона является частью более крупной административной структуры района Моригаон и штата Ассам.
Район Моригаон находится в ведении заместителя комиссара, который является высшим административным должностным лицом в округе. Район разделен на несколько подразделений, каждое из которых возглавляет сотрудник подразделения. Город Бхурагаон подпадает под юрисдикцию подразделения Бхурагаон.

## Культура
Бхурагаон — город, расположенный в округе Моригаон в индийском штате Ассам. Культура Бхурагона глубоко укоренилась в ассамской культуре и традициях, которые передавались из поколения в поколение.
Одним из самых значимых культурных событий Бхурагона является фестиваль Биху, который отмечается три раза в год — Бохаг Биху, Кати Биху и Магх Биху. Эти фестивали отмечаются с большим энтузиазмом и отмечены традиционными танцевальными формами, такими как танец биху.
Жители Бхурагона преимущественно занимаются сельским хозяйством, и на местную кухню в первую очередь влияет обилие риса и рыбы в регионе. Некоторые из популярных блюд Бхурагона включают масор тенга, острое рыбное карри и питху, традиционный ассамский десерт из рисовой муки и кокоса.